# Восток Финского залива
Восток Финского залива — государственный природный заповедник федерального значения в Ленинградской области, включающий в себя группу островов в Финском заливе Балтийского моря и прилегающие к ним акватории. Состоит из девяти изолированных участков, общая площадь заповедника — 14 086,27 га, в том числе острова — 920,27 га, морская акватория — 13 166 га. Заповедник создан постановлением правительства РФ 21 декабря 2017 года № 1603.

## История
В 1990 году по инициативе председателя Госкомприроды Н.Н. Воронцова было инициировано и создание заповедника в восточной части Финского залива….. В апреле 1994 года правительство России утвердило разработанный Минприроды России совместно с Рослесхозом «Перечень государственных природных заповедников и национальных природных парков, рекомендуемых для организации на территории Российской Федерации в 1994—2005 годах». В перечень входил и заповедник «Ингерманландский» предлагаемой площадью 17 901 га.
В том же году российско-финляндская рабочая группа утвердила концепцию организации заповедника на пограничном с Финляндией участке северного побережья Финского залива и островах центральной части залива. Концепцию также одобрило правительство Ленинградской области.
Проектированием заповедника в 1995 году занялись специалисты Биологического научно-исследовательского института Санкт-Петербургского государственного университета.
В 1997 году в проект внесла коррективы Ленкомэкология. В 1998 году государственную экологическую экспертизу проекта провела Госкомэкология России.
В апреле 1999 года врио губернатора Ленинградской области Валерий Сердюков утвердил проект организации государственного природного заповедника «Ингерманландский» в восточной части Финского залива. Затем все материалы были направлены в Государственный комитет Российской Федерации по охране окружающей среды. Однако Правительство РФ так и не утвердило проект. В 2007 году было заявлено, что из-за значительных изменений, происшедших с 1999 года на территории региона и связанных с новыми экономическими и политическими условиями на Балтике (активное строительство портов и терминалов, интенсивный морской грузопоток, а также реструктуризация федеральных и региональных органов власти, изменения в федеральном законодательстве), организация заповедника в запланированном виде невозможна. В проект вновь были внесены изменения.
В 2008 году проект стал одним из главных направлений Хельсинкской комиссии по защите морской среды Балтийского моря.
Осенью 2009 года в Выборгском и Кингисеппском районах вновь провели общественные слушания. В марте 2010 года сообщалось, что администрация Ленинградской области вновь утвердила границы Ингерманландского заповедника и он будет создан в течение года. Однако он так и не был создан ни в 2010 году, ни в последующие несколько лет.
В 2012 году проект был согласован со всеми службами и комитетами, кроме Минобороны РФ. Согласование с Минобороны затянулось до 2016 года.
Заповедник создан постановлением правительства РФ 21 декабря 2017 года № 1603.

## Географическое положение
Заповедник находится в двух муниципальных образованиях Ленинградской области: в Выборгском районе — участки «Долгий камень», «Копытин», «Большой Фискар», «Скала Халли»; в Кингисеппском — участки «Виргины», «Малый Тютерс», «Большой Тютерс», «Скала Вигрунд», «Сескар».

### Выборгский район
- 1 участок — «Долгий Камень» — включает в себя более 50 островов разной величины и акваторию вокруг них. Самый крупный из островов — Долгий Камень, давший название участку. Более мелкие: Крутояр, Узорный, Расписной, Соколиный, Отрадный, Рифовый, Долгий Гребень, Высокий Гребень, Восточный Гребень, Хеммингинлетто, Горный, Лыжный, Рябинник, Рябиновый Риф, Остров Павла Мессера и другие. Многие мелкие островки — безымянны.
- 2 участок — «Копытин» — располагается у самой границы с Финляндией и включает в себя острова: Копытин, Малый Копытин, Зубец, Долгий Риф, Согласный, — и акваторию вокруг них. Площадь участка равна 190 га.
- 3 участок — «Большой Фискар» — состоит из островов архипелага Большой Фискар, острова Увалень и прилегающей акватории. Площадь участка — около 211 га.
- 4 участок — «Скала Халли» — занимает единственный остров, Халли, с примыкающей акваторией. Общая площадь участка — 39 га.

### Кингисеппский район
- 5 участок — «Виргины» — располагается на островах Виргинах: Южном и Северном, — и акватории вокруг. Его площадь — 248 га.
- 6 участок — «Малый Тютерс» — занимает остров Малый Тютерс и воды около него. Площадь — 2587 га.
- 7 участок — «Большой Тютерс» — на острове Большой Тютерс и прилегающей акватории. Площадь участка равна 184 га.
- 8 участок — «Скала Вигрунд» — находится в южной части Финского залива, возле Кургальского полуострова и включает в себя собственно скалу Вигрунд, а также её прибрежные воды. Площадь — 3799 га.
- 9 участок — «Сескар» — состоит из острова Сескар, более мелких островков: Ярки, Ногин, Касаури, Сонин, Низкий, Кокор, Куров, Южный, — и близлежащих вод. Общая площадь — 6910 га.

## Флора и фауна
Флора заповедника насчитывает 661 вид сосудистых растений, включая редкие виды, такие как смолёвка скальная, глаукс приморский, ситник Жерара, золототысячник прибрежный и др. На территории заповедника гнездятся 120 видов птиц, среди них присутствуют редкие виды: чернозобая гагара, черношейная поганка, лебедь-шипун, пеганка, серый гусь, турпан, обыкновенная гага, кулик-сорока, камнешарка, большой веретенник, чеграва, гагарка, дубровник и др.